# Doo-wop
A doo-wop zenei stílus, vokális alapú rhythm and blues (illetve, késői periódusában, a rockzenével is összeforrt), amelyet afroamerikai közösségek hoztak létre az 1940-es években. Nevét legkönnyebben felismerhető jellegzetességéből nyerte, ti. hogy egyes sztenderd blues/rock hangszerek sávjait (akár többet vagy a capellaszerűen az összeset is) előszeretettel helyettesíti vokális, emberi hangokból álló sávokkal (pl. a bőgő hangját a duh-duh-duh ... szavak ritmikus éneklésével, nagyjából innen nyerte a stílus a nevét is). Népszerűségének fénykorát az 1950-es és az 1960-as évek elején élte (mivel ez a „klasszikus” amerikai rock and roll korszaka, az utóbbi stílus erősen rányomta a bélyegét a doo-wop jellegű slágerlistás dalokra is, így sokan, leegyszerűsítően, a r'n'r alműfajának kategorizálják. ). A stílus gyökerei az Egyesült Államok nagyobb ipari városaiból származnak, mint pl.: New York, Philadelphia, Chicago, Baltimore, Newark és Pittsburgh, valamint ahol nagyobb afroamerikai közösségek éltek, ilyen volt pl. Los Angeles.
Örökzöldnek és/vagy maradandó jelentőségűnek (és egyben tipikusnak) tekinthető doo-wop slágerek az 1939-ből datálható és a köztudatba (slágerlisták, filmzenék) periodikusan visszatérő Lion Sleeps Tonight c. dal, a The Platters együttes Only You c. dala; valamint az 1934-ben blues balladaként keletkezett, de örökzölddé a The Marcels 1961-es pörgős feldolgozásával vált Blue Moon. Freddie Mercury feldolgozása (1987) mentette meg a feledéstől a The Platters The Great Pretender c. dalát (1955), Diana Ross 1981-ben pedig a Why Do Fools Fall in Love? c. dalt a Frankie Lymon & the Teenagerstől (1956).

## A név eredete
Az 1950-es években erre a leginkább vokális csoportzeneként meghatározható zenei stílusra a sokkal általánosabb „rock and roll” vagy az R&B elnevezést használták. A doo-wop kifejezés nyomtatásban legelőször 1961-ben a Chicago Defenderben jelent meg, a rajongók elnevezése alapján. A hanglemezboltok 1964 után kategorizálni kezdték az akkor már befejezettnek tekinthető doo-wop korszakot, amelyet kezdetben „régi városi zene”-ként csoportosítottak, mivel nagyobb városokból indult el ez a fajta zene, de ez a megnevezés nem terjedt el igazán.
Az bizonytalan, hogy melyik hanglemezfelvétel tartalmazta először a „doo-wop” kifejezést: a Los Angeles-i „Carlyle Dundee & The Dundees” 1954-es Never kórusa énekli, a The Rainbows 1955-ös „Mary Lee” dalában is hallható a „do wop de dadda” és a The Five Satins 1956-ban kiadott „In the Still of the Night” c. számában már a „doo-wop, doo-wah” refrént éneklik.
Gus Gossert rádiós lemezlovasnak is tulajdonítják a megnevezést, aki először az 1970-es évek elején használta. Később ezt Gossert cáfolta: „a doo-wop kifejezést mások is használták előttem ennek a fajta zenének a megkülönböztetésére Kaliforniában.”
Később, amikor ilyen stílusú lemez-összeállításokat kezdtek árusítani, ezek már a „doo-wop” névvel szerepeltek és ez használatos ma is.

## A doo-wop stílus kialakulása

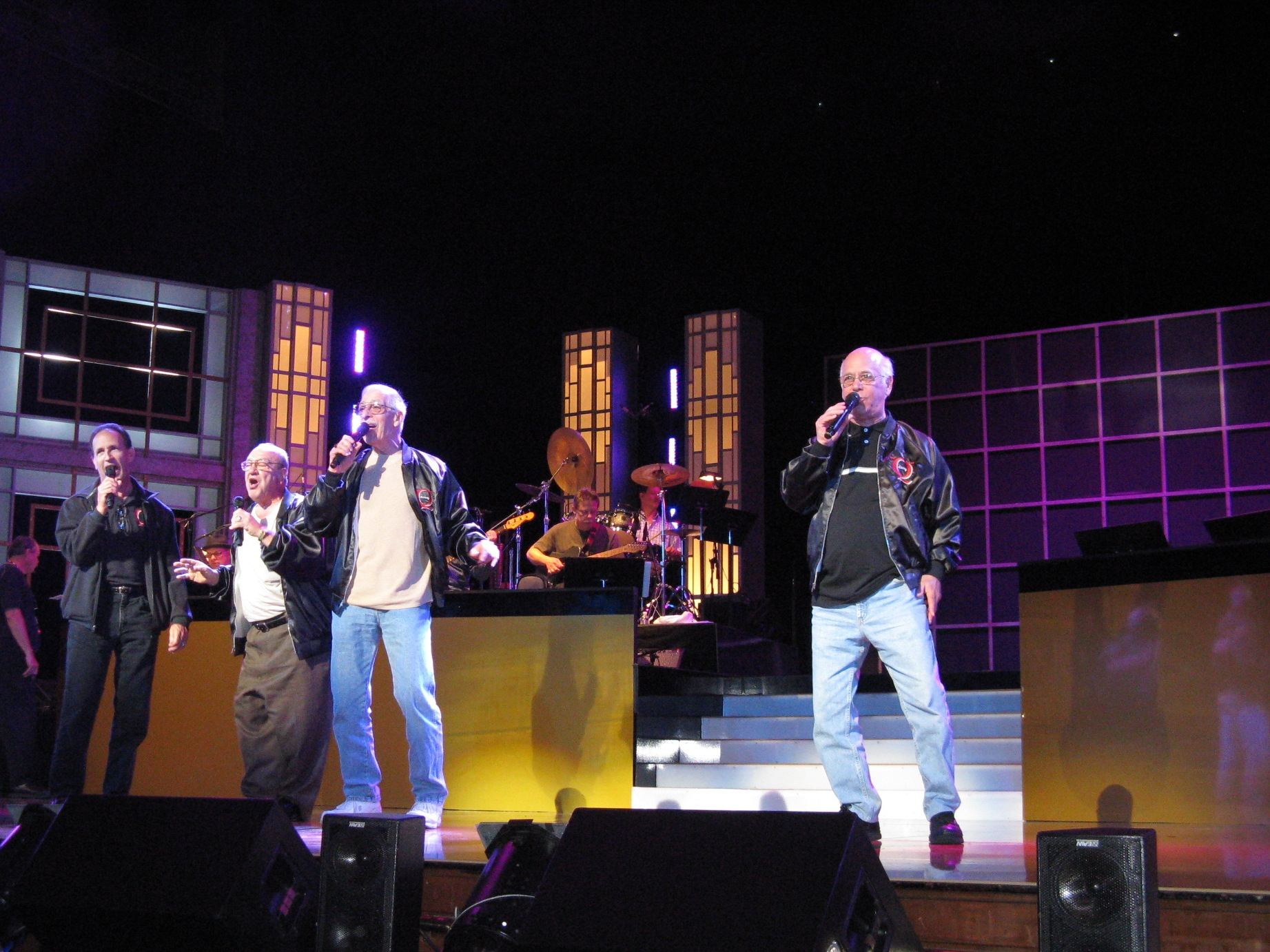
A The Quotations (Pittsburgh, 2010 május)

Az afroamerikai vokális zene egyik legrégibb felvétele az Ink Spot 1939-es „My Prayer” című dala. Többen ezt a tekintik a legrégibb ismert doo-wop felvételnek. A vokális csoportzene az 1930-as és 1940-es években a templomi gospel kórusok előadásmódjával mutat hasonlóságot, akik szerelmi témájú dalokat is énekeltek. Gyakran felléptek a nagyvárosok utcáin, általában 3–6 fős csoportokban és gyakran 3–6 szólamban énekeltek. A doo-wop hangzás a többszólamúságon alapul, és mivel nem használtak hangszereket az utcai énekléshez, a zene csak emberi hangokon, „a capella” szólalt meg.
Az énekesek gyakran hangszereket utánoztak a hangjukkal, innen származik az egész stílus elnevezését adó refrén is. Később ez a név a vokális éneklést is jellemezte. A The Ravens (1950) „Count Every Star” dalában emberi hangokkal („doomph”) nagybőgőt utánoztak. Később a The Orioles az „It’s Too Soon to Know” (1948) és a „Crying in the Chapel” (1953) c. dalaival fejlődött a stílus tovább. 1951-től már az első slágerek is megjelentek: The Larks - „My Reverie”, The Mello „Moods”, „Where Are You?”, The Swallows – „Will You Be Mine”. A korszak leghíresebb doo-wop együttesei: The Marcels, The Coasters, The Drifters, The Moonglows, Clovers, Little Anthony and the Imperials, The „5” Royales, The Flamingos, The Dells, The Cadillacs, The Midnighters and a The Platters.
A korai doo-wop dalok a gospelhez hasonlóan lassúak, bánatosak. Az ötvenes évekre a zene jellegzetességei formát öltöttek: meghatározóvá vált a kórus és a többszólamúság. 1953-ban Alan Freed lemezlovas fekete zenéket kezdett népszerűsíteni a fehér közönségnek, például a The Spanielst, The Coronetst, a The Moonglowst és a The Flamingost, akiknek „Golden Teardrops” dala a stílus klasszikusává emelkedett. Ekkor már a doo-wop a népszerűsége csúcsán volt.

## 1956 a doo-wop művészek nagy áttörése
1956-ban az egyik legfontosabb zenei esemény, hogy a Frankie Laine tévéshowban fellépett Frankie Lymon and The Teenagers együttes, és ezt az eseményt az egész USA-ban közvetítették. Ekkor a műsorban még Frankie Laine rock and roll-nak nevezte a műfajt. Az országos ismertséget adó műsor után sokszor szerepeltek slágerlisták élén doo-wop számok. A rock and rollal való összevetés annyiban jogos, hogy mindkét stílus párhuzamosan, nagyjából ugyanakkor alakult ki a bluesból, és egymás hatása alól nyilván nem vonhatták ki magukat; így különösen az ötvenes évek közepétől keletkezett sok (habár közel sem az összes) doo-wop dal a hangszereléstől (illetve annak hiányától) eltekintve, alig megkülönböztethető az ugyanabban az időben keletkezett rockabilly-slágerektől.
Frankie Lymon és zenekara volt akkoriban, akik egy úgynevezett új kategóriát hoztak létre, mégpedig a „kölyök doo-wop-ot”. Ugyan az együttesben idősebbek is játszottak, viszont a szólóénekesek tízes éveinek elején járó kamaszok voltak. Egy évvel később 1957-ben Frankie Lymon öccsének (Lewis Lymon) zenekara a Teenchords több sikeres dalt vitt lemezre. Közülük említhetjük pl: a „Honey Honey”, „I'm so happy” és a „Your last chance” c. számokat.
1958-tól ismét az idősebb énekesek kerültek a középpontba, pl. A „Silhouettes” c. 1957-es dal a The Rays előadásában. 1958-ban a The Monotones együttes „Book of love” c. száma lett nagy sláger. Az eddig megszokott fekete énekesek mellett megjelentek a fehérek is. Az 1957-es év másik nagy sikere a The Del-Vikings zenekar és annak két nagy slágere, a „Whispering Bells” és a „Come Go With Me”. Ebben a formációban már fehér és fekete énekesek is voltak.
Létrejöttek a csak fehérekből álló doo-wop együttesek, közülük említhetjük pl. a The Diamonds és Hello Kings-et 1956-ban. A The Diamonds-hoz olyan nagy sláger köthető, mint a „Little Darlin”. 1960-ban a Skyliners „This I swear” c. száma volt nagy siker. Később egyre több olasz származású énekes jelent meg és ez a dalaikban is éreztette hatását.

## Az olasz – amerikai doo-wop
1959 és 1964 között az úgynevezett olasz doo-wop volt a sláger. Igen tehetséges, olasz származású énekesek uralták a műfajt. Ők is olyan nagy városból jöttek, mint New York (Bronx, Brooklyn). Hasonlóan a feketékhez, szintén nagyon vallásosak voltak. Első fellépéseiknek többek között a templomok adtak helyet. Legsikeresebb együttesek: Dion and the Belmonts „A Teenager in Love” (1958), The Capris „There’s A Moon Out Tonight” (1960), The Elegants, Thy Mystics, The Duprees és a Vito & The Salutations.

## A stílus hanyatlása
A doo-wop csúcspontja kb. 1961-ben lehetett, amikor megjelent a The Marcels Blue Moon c. száma. A műfaj egészen a brit invázióig  sikeres maradt. A beat-korszakkal kezdődő modern pop-rock zene azonban kiszorította a slágerlistákról, és rétegzenévé tette ezt a stílust, a kezdődő gitármánia  (időnként kvázi gitárfetisizmus) évtizedeiben (60-as, 70-es évek) a minimalistább és vokális doo-wop-slágerek már fölösleges és komikus régieskedésnek tűntek, a kisebb és független lemezkiadók vagy tönkrementek, vagy beszüntették a stílussal való foglalkozást, mivel a hatvanas évek végén még bőszen kiadott doo-wop válogatásalbumok már többnyire biztos anyagi veszteséget jelentettek.

## Lemezfelvételek
Zenetörténészek kb. 30 ezerre teszik az 1939 és 1964 között megjelent doo-wop zenék számát. Ezeket a felvételeket többnyire 45 és 78 rpm lemezeken jelentették meg. A rádióadókat doo-wop dalok sokasága árasztotta el az 1950-es években, ennyi dalt lehetetlenség is lett volna lejátszani. Számos dal csak egészen minimális példányszámban került gyártásra. Emiatt van, hogy a napjainkban is megjelenő válogatáslemezeken akár valóságos ritkaságokra lehet ráakadni.

## Doo-wop stílusú előadók
- The Admirals
- Big Doo Wopper
- The Blue Jays
- The Cadets
- The Cadillacs
- The Calvanes
- The Cardinals
- Gene Chandler
- The Channels
- The Charts
- The Chords
- The Cleftones
- The Coasters
- The Clovers
- The Cool Breezers
- The Crests
- The Crows
- The Crew-Cuts
- Danny & the Juniors
- The De'bonairs
- The Dell Kings
- The Dells
- The Del-Vikings
- Dion and the Belmonts
- The Dominoes
- The Dreamlovers
- The Duprees
- The Drifters
- The Du Droppers
- The Dukays (Gene Chandlerrel)
- The Edsels
- The El Dorados
- The Equallos
- The Falcons
- The Five Blue Notes
- The Five Buddies
- The Five Chances
- The Five Discs
- The Five Echoes
- The Five Keys
- The Five Royales
- The Five Satins
- The Flamingos
- The Flairs
- The Fleetwoods
- The Goldentones
- Shirley Gunter & The Queens
- The Harptones
- The Heatbeats
- Bobby Day & The Hollywood Flames
- The Ink Spots
- Robert John
- The Kings Men
- The Kodaks
- The Kool Gents (Dee Clarkkal)
- The Larks
- Lee Andrews & the Hearts
- Little Anthony and the Imperials
- Little Caesar & the Romans
- Willie Logan and the Plaids
- Frankie Lymon & The Teenagers
- Lewis Lymon & The Teenchords
- The Majors
- The Marcels
- Marvin And Johnny
- The Mello-Kings
- The Mello-Moods
- Hank Ballard & The Midnighters
- The Mills Brothers
- The Moonglows
- The Monotones
- The Nutmegs
- The Olympics
- The Orioles
- The Parliaments
- The Penguins
- The Persuasions
- The Platters
- The Ravens
- The Ray-O-Vacs
- The Regents
- The Robins
- Rosie and the Originals
- The Royals
- Jack Scott
- Shep and the Limelites
- The Sheppards
- The Silhouettes
- The Skarlets
- The Skyliners
- The Spaniels
- The Solitaires
- The Stereos
- The Students
- The Temptations
- The Tokens
- Toby Beau
- The Turbans
- The Velvetones
- The Vocaleers
- Otis Williams and the Charms
- Maurice Williams and the Zodiacs

## Fordítás
- Ez a szócikk részben vagy egészben  a   Doo-wop című angol Wikipédia-szócikk fordításán alapul.  Az eredeti cikk szerkesztőit annak laptörténete sorolja fel. Ez a jelzés csupán a megfogalmazás eredetét és a szerzői jogokat jelzi, nem szolgál a cikkben szereplő információk forrásmegjelöléseként.